# Heckington
Heckington ist ein Ort in North Kesteven, Lincolnshire, südlich der ostwestlich verlaufenden Autobahn A17 und unmittelbar an der Bahnstrecke zwischen Sleaford und Boston gelegen. Es ist eines der größten Dörfer in Lincolnshire.
Der Ort ist heute vor allem wegen seiner einmaligen Windmühle bekannt, die als Stein-Galerieholländermühle (Turmwindmühle) des Lincolnshiretyps (konisch schlanker Ziegelbau, meist geteert, weiße Zwiebelhaube aus Holzrahmen mit geteertem und geweißtem Segeltuch bespannt und Turmkugel, dazu große Windrose) 1830 mit fünf Flügeln gebaut wurde und 1892 nach Zerstörung der gesamten Haube eine „neue“ Kappe einer außer Betrieb genommenen achtflügeligen Turmwindmühle aus Boston erhielt. Nach ihrem letzten Eigentümer und Müller John Pocklington heißt sie auch heute noch zuweilen Pocklingtons Mühle (engl. Pocklington's Mill). Nach mehrfachen Restaurierungen (1953/1972/1986/2004) ist sie wieder windmahlfähig und der Öffentlichkeit zugänglich, dazu die weltweit einzige existierende Turmwindmühle mit acht Jalousienflügeln, deren einst zwölf in England standen.
Eine weitere Sehenswürdigkeit ist die Kirche St. Andrew’s wegen ihrer Glasfenster mit aufwendigen Darstellungen, auf deren einem der Bau der Kirche dargestellt ist.
In der Bahnstation von Heckington aus dem Jahre 1859, die zur Great Northern Railway gehörte und in deren unmittelbarer Nähe die Mühle steht, ist ein Eisenbahnmuseum untergebracht.
Der Ort wurde im 10. Jahrhundert erstmals erwähnt und hat eine mehr als 900 Jahre alte Festwochentradition. Seit 1864 findet alljährlich am letzten Juliwochenende die Heckingtoner Agrikulturschau („The Heckington Show“) statt. Sie ist eine der größten Dorfschauen im ganzen Vereinigten Königreich mit Ritterspielen, diversen Fahrzeugwettbewerben, Tierschauen und -rennen, Flohmarkt, Agrarmarkt und Ausstellungen ländlicher Produkte.

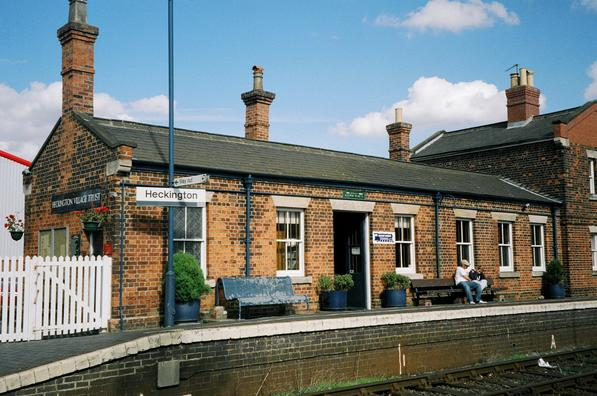
Bahnstation Heckington mit Museum
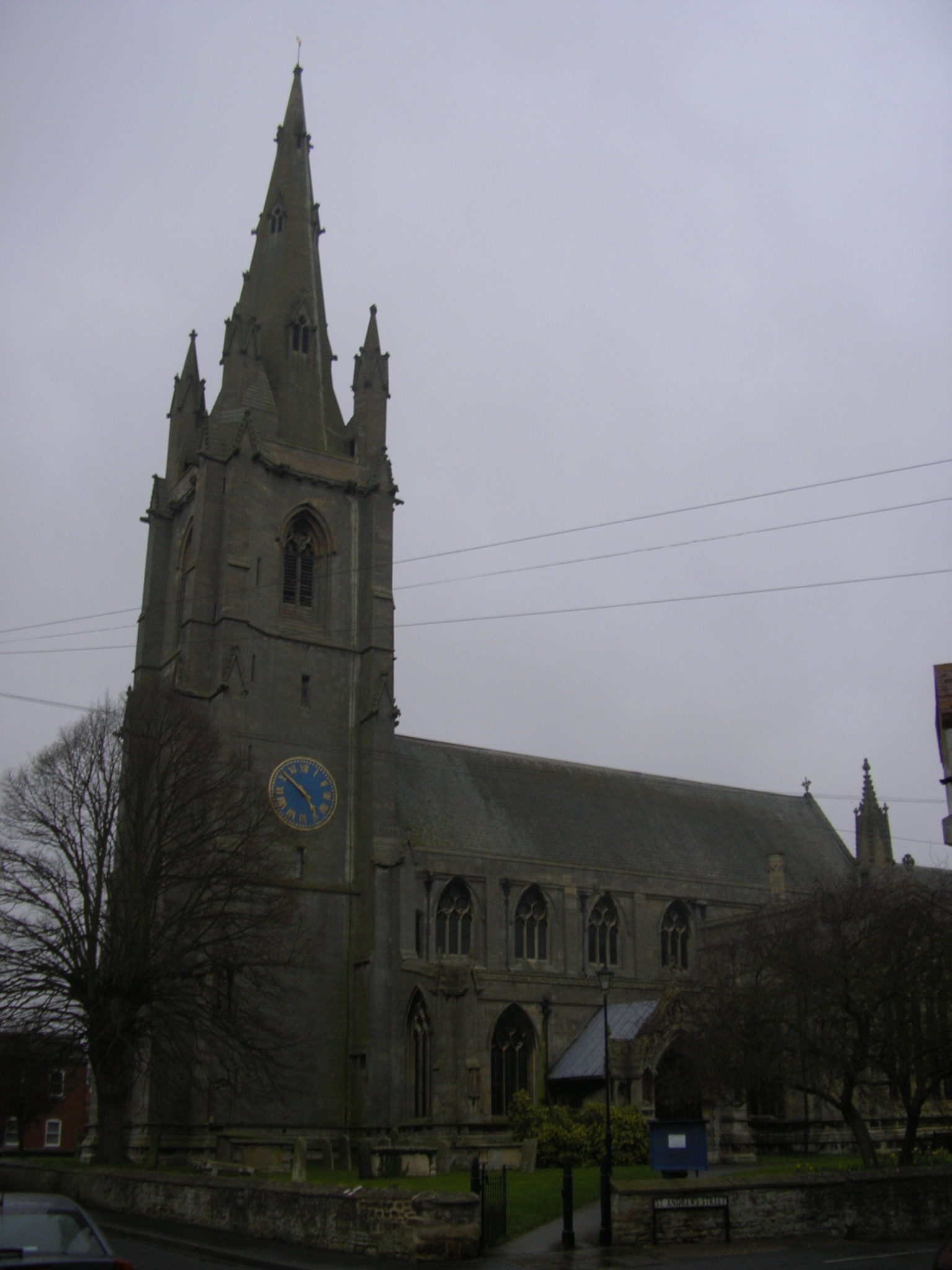
St. Andreas (Saint Andrew’s) Kirche